# Juscimeira
Juscimeira es un municipio brasileño del estado de Mato Grosso. 

## Geografía
Se localiza a una latitud 16º03'02" sur y a una longitud 54º53'04" oeste, estando a una altitud de 251 metros. Su población estimada en 2007 era de 11.847 habitantes.